# Corydalis concinna
Corydalis concinna là một loài thực vật có hoa trong họ Anh túc. Loài này được C.Y.Wu & H.Chuang mô tả khoa học đầu tiên năm 1984.